# 온두라스흰박쥐
온두라스흰박쥐(Ectophylla alba)는 주걱박쥐과에 속하는 박쥐의 일종이다. 온두라스흰박쥐속(Ectophylla)의 유일종이다. 흰 눈처럼 희고, 노란 코와 귀를 갖고 있다. 몸길이가 3.4~4.7cm에 불과할 정도로 작다. 온두라스와 니카라과, 코스타리카 그리고 파나마 서부에서 발견되며, 해수면과 해발 700m 사이에서 서식한다. 먹이는 나무 열매 등으로 이루어져 있다.